# The Sims (серія)
The Sims — серія комп'ютерних ігор, створена Maxis і продюсована Electronic Arts. Серія ігор The Sims стала одною з найуспішніших ігор за всю їхню історію. 16 квітня 2008 серія ігор The Sims продалась у 100 мільйони копій.
Ви можете створити свого персонажа, поселити його в такий будинок, який вам подобається. Надалі ви можете робити майже все, що хочете. Кожен Expansion pack збільшує кількість можливостей у грі.

## Загальний огляд

### Особливості
Ігри серії виконані у жанрі симулятор життя. The Sims є одною з найпопулярніших франшиз у історії відеоігор. До вашої уваги представленні чоловічки, яких звати сіми. Спочатку Вільям Райт хотів створити цифровий «ляльковий будиночок». У грі створений цілий світ для сімів, і для вас. Ви можете передати своє повсякденне життя, читання книг, ходіння по крамницях, малювання, чи приймання їжі. Також ви можете створювати сімів з різними характерами і зовнішнім виглядом, створювати їм сім'ї, зводити їм будинки. Вік створюваних персонажів може формуватися від малюка (англ. toddler) до старого. За допомогою повзунків можна вибрати бажаний відтінок шкіри від смаглявого до блідого, а також є широкий вибір зачісок, до яких можна вибирати будь-який колір з доступної палітри. Окрім цього, редактор дозволяє змінювати риси обличчя і статуру сіма від товстого до стрункого і від м'язистого до худорлявого. Для кожного персонажа вибирається життєва мета, до виконання якої він буде прагнути упродовж свого життя, а також риси його характеру, які в майбутньому вплинуть на поведінку і бажання сіма. Проте життєві цілі не впливають на загальний характер персонажа, як це було у The Sims 2. У базовій грі всього доступні 63 риси характеру. Кожному персонажу можна вибрати по 5 рис, проте вони не повинні суперечити одне одному, наприклад сім'янин/дітоненависник або душа компанії/одинак. При створенні відразу кількох персонажів, гравець може утворити родинний зв'язок між ними (наприклад, брат і сестра, батько і син) або шлюбні узи. У кожного персонажа в меню відносин можна подивитися його родинне дерево і побачити всіх родичів, у тому числі й померлих. Готову сім'ю можна поселити на порожній або готовій ділянці; в сім'ї не може бути більше восьми чоловік з домашніми улюбленцями. Гра не має однієї цілі, ви самі задаєте її. Після виходу кожної частини, з'являлися також доповнення і каталоги.

### Віковий рейтинг
Усе почалося з The Sims 4. 4 травня 2014 на офіційному Твіттері гри з'явилося повідомлення про те, що в Росії The Sims 4 присвоїли віковий рейтинг «18+ (Заборонено для дітей)». Там же було заявлено, що рішення було прийнято відповідно до закону № 436-ФЗ «Про захист дітей від інформації, що завдає шкоди їх здоров'ю та розвитку», при цьому уточнення що саме призвело до подібного висновку не було. Різні іноземні і російські ЗМІ пов'язали це з прийняттям у 2013 році законопроєкту забороняє пропаганду гомосексуальності серед неповнолітніх, і можливістю в грі будувати одностатеві взаємини.
Також, цікавим є і те, що Origin присвоїв такий ж віковий рейтинг (18+) і для України, нічим це не пояснюючи.
Представниця ЕА, Дебора Костер (англ. Deborah Coster), висловила реакцію розробників:
|  | Ми не плануємо робити зміни в The Sims 4. Одним із ключових принципів The Sims є те, що сам гравець вирішує яким чином грати в цю гру. Ми надаємо інтерактивну пісочницю, а особистий вибір гравця і його фантазія роблять все інше. Оригінальний текст (англ.) We have no plans to alter The Sims 4. One of the key tenets of The Sims is that it is up to the player to decide how to play the game. We provide the simulation sandbox and player choice and creativity does the rest. |

Всі попередні серії The Sims мали нижчий рейтинг, розрахований на дітей або підлітків; наприклад, The Sims 3 в Німеччині вважається підходящою для віків від 6 років.
8 липня 2014 Австралійська атестаційна комісія віднесла гру The Sims 4 до категорії «М», як включає в себе сцени насильства та сексу помірного характеру. У гри категорії М не рекомендується грати підліткам, молодше 15 років, хоча і немає заборони грати в неї будь-якій дитині молодшого віку. Такий же віковий рейтинг отримували і попередні ігри The Sims в Австралії.

## Основні ігри
| 2000 | The Sims                  |
| 2001 |                           |
| 2002 | The Sims Online           |
| 2003 |                           |
| 2004 | The Sims 2                |
| 2005 |                           |
| 2006 |                           |
| 2007 | The Sims Life Stories     |
| 2007 | The Sims Pet Stories      |
| 2008 | The Sims Castaway Stories |
| 2008 | The Sims Carnival         |
| 2009 | The Sims 3                |
| 2010 |                           |
| 2011 | The Sims Medieval         |
| 2011 | The Sims Social           |
| 2011 | The Sims FreePlay         |
| 2012 |                           |
| 2013 |                           |
| 2014 | The Sims 4                |
| 2015 |                           |
| 2016 |                           |
| 2017 |                           |
| 2018 | The Sims Mobile           |

### The Sims
Ідея The Sims прийшла до Вільяма Райта коли його будинок і багато речей були знищені вогнем. Він був змушений шукати собі нове місце для життя. Ці події надихнули його створити модель гри про життя. The Sims також пов'язана з ще одною грою Вілла SimCity. Sims примусила Вілла добряче попрацювати над своїми технічними здібностями. У 1993 Вілл Райт прийшов зі своєю ідею до Maxis, хоча всі вважали ідею божевільною. Комп'ютерні можливості на той час не вражали, тай ідея була специфічна. УВ 1995 Electronic Arts Games та Maxis почали продюсувати та робити гру, і в тому ж році відкрився проєкт «Project X». Після початої роботи журнал PC Magazine взяв інтерв'ю у Вільяма. В 1997 «Project X» був змінений на «Sims», бо всі попередні ігри Вільяма мали слово Sims. Гру було випущено 14 лютого 2000 року, а згодом вона стала лідером продажів.

### The Sims 2
Гру було випущено 14 вересня 2004.
За перші десять днів гра продалась у 1 мільйон копій. 26 липня 2007 гру купили 13 мільйони людей. Через рік, в квітні 2008 гра продалась у неймовірну кількість копій — 100 мільйонів.
У грі з'явилися бажання та страхи. Також, ви можете вибрати своєму сіму одне з п'яти прагнень. Ще одне прагнення з'явивилось в Expansion packs. Сім'янин прагне проводити багато часу з родиною, народжувати дітей, дати їм освіту. Прагнення до романтики виявляється у потребі нових закохань, романтики і таке подібне, але найгірше для них — це сім'я. Сіми з прагненням до популярності думають тільки про вечірки, нових друзів… Прагнення до знання сім показує бажанням вивчити, або підняти рівень знань, побачити НЛО, або врятувати від смерті знайомого сіма. Багатії, сіми які хочуть тільки грошей бажають нових меблів, підняття кар'єрними сходинками…
Ще два важливих акспекти  — настрій і потреби. Найважлівіші потреби — харчування та сон. Настрій також дуже важливий, якщо він срібний (найвищий), то вашому сіму буде щастити, якщо навпаки, настрій червоний (найгірший), то сім буде ходити в депресії. Настрій на пряму залежить від бажань і страхів, точніше від їхніх рівня їх виконання. Якщо ви часто будите виконувати його бажання, сім буде щасливий. Якщо ж ви не будите виконувати бажаннь, чи навіть навпаки, сім буде бачити тільки свої страхи, чекайте неприємностей.

### The Sims 3
Розробка третього симулятора повною мірою почалася в 2006 році, під керівництвом Рода Хамбла. Це також перша гра серії The Sims, в розробці якої не брав участь Вілл Райт, засновник The Sims і The Sims 2. Основне завдання розробників полягало в створенні відкритого ігрового світу, від якого була позбавлена The Sims 2, що своєю чергою було її найсерйознішим недоліком. Симулятор був переважно позитивно оцінений критиками. Вони визнали перевагу гри перед другою частиною і головним чином похвалили її за відкритий ігровий світ, поліпшені візуальні ефекти та вдосконалену поведінку персонажів. Серед основних недоліків було відзначено наявність безлічі так званих «будівель-болванок», усередині яких не можна спостерігати за діями персонажів, якщо ті увійдуть в будівлю, а також якість графіки, яка не покращилась у порівнянні з другою частиною.
Після свого випуску, The Sims 3 стала найпродаванішим симулятором в історії комп'ютерних ігор, побивши рекорд своєї попередниці The Sims 2. Так, за перший тиждень після випуску третього симулятора, було продано 1,4 мільйона його копій. Водночас The Sims 3 побила рекорд за кількістю завантажень піратських копій, що потрапили в інтернет за два тижні до офіційного випуску гри. The Sims 3 залишається найбільшою частиною франшизи The Sims з випущеними 11 доповненнями та 9 каталогами.
Одна з нових можливостей в грі полягає в тому, що персонаж може вільно переміщатися по місту. Гравець та його сім можуть відправитися в будь-яку точку міста без очікування екрану завантаження (локації завантажуються «на льоту»; таким чином немає істотних затримок при переміщеннях, але, тим не менш, можуть спостерігатися проблеми з продуктивністю, які часто вдається вирішити шляхом зміни налаштувань якості зображення на мінімальні). Персонаж може пішки або за допомогою транспорту дістатися до будь-якої точки міста і вільно відвідувати інші ділянки. Деякі заклади, такі, як спорткомплекс, бібліотека або галерея повністю відкриті для відвідування, але решта закладів являють собою «кролячі нори», куди персонаж заходить і всередині за його діями більше не можна спостерігати. На відміну від другої частини, де під час керування однією сім'єю для інших персонажів час «зупинявся», у The Sims 3 «місто динамічно змінюється», тобто, сусіди вмирають, одружуються і народжують дітей, у порожні ділянки можуть в'їхати нові жителі або існуючі сім'ї можуть покинути ділянку. Зміна доби також була повністю перероблена, якщо в другій частині симулятора доба різко змінювалася вдень і вночі кожні 12 ігрових годин, то в The Sims 3 вона змінюється плавно. Гравець може спостерігати за світанком, сходом, рухом сонця, місяця, хмар та зірок. Також у грі всі вуличні рослини гойдаються, утворюючи ефект вітру, що відсутній у The Sims 2. Окрім того, одним з нововведень стала можливість колекціонування кам'яних порід, насіння і комах. Іншим нововведенням є інструмент зміни стилю, що дозволяє перефарбовувати будь-які об'єкти в одну з сотень доступних текстур. Якщо в The Sims 2 для кожного предмета був доступний обмежений вид фарбувань, то в The Sims 3 з'являється спеціальне «меню текстур», в якому фарбування поділяються на кілька різних категорій: камінь, плитка, тканина, шкіра тощо. При зміні фарбування меблів, у грі за замовчуванням відкривається меню текстур, де гравець може вибрати будь-яке фарбування і наприклад надати дивану малюнок каменя або плитки. Крім цього, редактор дозволяє за допомогою палітри змінювати колір і контрастність фарбування. Це стосується і будь-якого одягу з аксесуарами, які носять персонажі. Для зміни кольору волосся і очей, також була впроваджена палітра, що дозволяє вибирати будь-який бажаний колір і його контрастність. Деталізація персонажів була помітно покращена, у них відсутні різкі кути, як у The Sims 2, але при цьому деталізація меблів і об'єктів стала трохи простіша. Система настрою персонажа була удосконалена, і більше не залежить повністю від базових потреб, зокрема на персонажа впливають так звані мудлети настрою, які він тимчасово отримує після якоїсь дії чи події, зелені мудлети (наприклад перший поцілунок, підвищення на роботі) позитивно впливають на загальний настрій персонажа, а червоні мудлети (наприклад страх темряви, образи іншим сімом) — навпаки, псують настрій. Система бажань і страхів була змінена і в третій частині були залишені тільки бажання, які гравець може видаляти.

### The Sims 4
25 квітня декілька скріншотів прототипу користувацького інтерфейсу було розміщено в інтернеті. 6 травня 2013 року EA офіційно анонсувала The Sims 4, цього ж дня був активований домен TheSims4.com [Архівовано 18 вересня 2019 у Wayback Machine.], що переадресовує користувача на офіційний сайт The Sims. Гру було випущено 2 вересня 2014.
У перший тиждень релізу The Sims 4 отримала змішані відгуки від критиків і гравців, набравши в середньому 70 балів. При цьому ЕА не передбачили критику копій, які потрапили в інтернет до 1 вересня. Багато гравців виявилися незадоволені грою, особливо фанати Sims, знайомі з попередніми серіями.
CraveOnline.co.uk у своїй рецензії згадав, що «огидні відгуки користувачів свідчать про сильну негативну реакцію ». Проте, видання додало, що « шанувальники The Sims, які не приділили багато уваги тривалої полеміки навколо гри і відгуків на Amazon і, не знаючи, що багато хто з користувачів відразу пропустили гру, не приділивши їй уваги, оскільки відмовилися придбати її».

## The Sims Stories

### The Sims Life Stories
У 2007 році відбувся реліз The Sims Life Stories. Вона має схожість з The Sims 2, але має менші графічні потреби. У ній ведеться розповідь про різних людей. У кожній історії ви гратимете персонажами, допомагатимете долати їхні проблеми, виконуватимете бажання.
Історія Райлі розповідає про молоду дівчину, яка переїжджає до тітки, і знаходить справжнє кохання. Історія Вінсента розповідає про мільйонера, який знаходиться в пошуках справжнього кохання.

### The Sims Pet Stories
Гра полягає в догляді та дресуванні домашніх улюбленців, подібно до The Sims 2: Pets. Як і попередник, The Sims Life Stories, гра оптимізована під ноутбук.
Гра має два підвиди: перший, ви граєте вільно, як в The Sims 2: Pets. Другий, Ви граєте за дві історії. Перша називається Найкращий в шоу (Best in Show), друга Опівнічний Маскарад (Midnight Masquerade). Перша історія розказує про Алісу, яка стикається з фінансовими складностями. Через це вона може втратити свій будинок. Її собака — Сем, повинен виграти змагання, щоб він і його господарка не опинились на вулиці. У другій історії, Стівен має ужитися з кішкою, яка перевертає його дім догори дриґом.

### The Sims Castaway Stories
У вас є вибір, грати Девідом Беннеттом, чи Джессікою Кнайт. Тобто, чоловіком, чи жінкою. Девід, або Джессіка, пливуть на судні Королева Соломона. Як раптом корабель потрапляє в аварію… Головний герой прокидається на березі острова, згодом він знаходить його скриню з речами, з чиєю допомогою і зміг вижити. Через деякий час Девід, або Джессіка знаходить товаришів по аварії і знайомиться з місцевим населенням. В The Sims Castaway Stories ви можете пройти історію Єдиний і Потерпілий корабельної аварії, чи грати вільно на острові Ванмамі.

## MySims
Як і в попередніх іграх серії The Sims, спілкування і формування відносин з людьми є одним з основних напрямків ігрового процесу. Гравець створює персонажів в стилі персонажів Mii-каналів, а також розвивати місто, може змінювати будинки персонажів і додавати меблі та техніку з використанням набору готових будівельних блоків. Таке будівництво дозволяє створювати об'єкти за допомогою креслень, відгалужень з віртуального каталогу, вперше використаного в The Sims. Існує 80 персонажів, з якими гравець може взаємодіяти у версії Wii та 30 персонажів у версії Nintendo DS. Серед них такі як божевільний учений, маг, бібліотекар, шеф-кухар піцерії чи тренер з бойових мистецтв. Деякі з цих персонажів можуть попросити гравця створити речі для них. Якщо персонаж гравця стане найкращим другом іншого персонажа, то він отримає можливість особливе креслення або стиль одягу. Гравці також можуть отримати креслення, виконуючи завдання Комерсантів (персонажів-власників власних фірм). Як правило, вони можуть створити близько 5-10 предметів для персонажів, залежно від рівня міста гравця (1-5 рівень) і Сутності, до яких вони мають доступ. Сутності використовуються для цілого ряду дій, включаючи забарвлення стін, створення предметів, а також прикрас. Сутності можуть бути знайдені в різних місцях міста або за рахунок взаємодії з персонажами або об'єктами. Міні-ігри в версії DS включають бадмінтон, парапланеризм, дайвінг та інші.

## Доповнення
| Частина    | Доповнення                                                                                         | Частина    | Доповнення |
| ---------- | -------------------------------------------------------------------------------------------------- | ---------- | --- |
| The Sims   | Livin' Large House Party Hot Date Vacation Unleashed Superstar Makin' Magic                        | The Sims 3 | World Adventures Ambitions Late Night Generations Pets Showtime Supernatural Seasons University Life Island Paradise Stuff Packs |
| The Sims 2 | University Nightlife Open for Business Pets Seasons Bon Voyage FreeTime Apartment Life Stuff packs | The Sims 4 | Набір "Святковий" У похід! На роботу                                                                                             |